# Rodino Oneiro (álbum de Demy)
Rodino Oneiro (en griego: Ρόδινο Όνειρο) —en español: Sueño Rosa—es el segundo álbum de estudio de la cantante griega Demy, lanzado en Grecia y Chipre el 22 de diciembre de 2014 por la discográfica Panik Records. El álbum fue confirmado a Twitter en 2013 cuando Demy afirmó que estaba trabajando en un nuevo álbum que saldría a la luz muy pronto. Fue producido por Alex Leon, Dimitris Kontopoulos, Marios Psimopoulos, OGE, Playmen, Vassilis Gabrielides , destacan autores como Kristian Efremidis escritor de la canción «Rodino Oneiro». El álbum también incluye singles conocidos como «The Sun», «Nothing Better», «Oso O Kosmos Tha Ehi Esena» y duetos con artistas como Mike, Melisses, Angel Stoxx y Sofia Vossou. El 13 de febrero de 2015, el álbum fue certificado disco de oro por vender más de 3000 copias.

## Lista de canciones
| Rodino Oneiro |                                          |                                               |                                                 |          |  |
| N.º           | Título                                   | Escritor(es)                                  | Productor(es)                                   | Duración |  |
| 1.            | «Rodino Oneiro»                          | Kristian Efremidis                            | Alex Leon                                       | 3:12     |  |
| 2.            | «Proti Mou Fora (con Melisses)»          | Melisses                                      | Melisses                                        | 3:48     |  |
| 3.            | «Oso O Kosmos Tha Exei Esena (con Mike)» | Nikos Moraitis / Letra de Rap: Mike           | Dimitris Kontopoulos                            | 3:28     |  |
| 4.            | «I Alitheia Miazi Psema»                 | Demy / Romy Papadea                           | OGE                                             | 4:07     |  |
| 5.            | «Where Is the Love (con Angel Stoxx)»    | Andy Nicolas                                  | Angel Stoxx                                     | 3:20     |  |
| 6.            | «Aneveno»                                | Nick Moraitis                                 | Dimitris Kontopoulos                            | 3:14     |  |
| 7.            | «Esi Tha Dialexis»                       | Thanos Papanikolaou                           | Vassilis Gavriilidis                            | 3:29     |  |
| 8.            | «The Sun (con Alex Leon & Epsilon)»      | Riskykidd, Alex León, / Letra de Rap: Epsilon | Alex Leon                                       | 3:37     |  |
| 9.            | «Nothing Better (con Playmen)»           | Playmen / Jasmine Anderson                    | Playmen / Jasmine Anderson / Marios Psimopoulos | 3:53     |  |
| 10.           | «That Feeling»                           | Demy                                          | Demy                                            | 3:00     |  |
| 11.           | «Anixi (Panik Mix) (con Sofia Vossou)»   | Andreas Mikroutsikos                          | Andreas Mikroutsikos                            | 3:01     |  |
| 12.           | «O Hlios»                                | Riskykidd, Alex León, / Letra de Rap: Epsilon | Alex Leon                                       | 3:23     |  |
| 13.           | «All That I Need»                        | Romy Papadea                                  | Dimitris Kondopoulos                            | 3:08     |  |
| 14.           | «You Fooled Me»                          | Romy Papadea                                  | Romy Papadea                                    | 3:22     |  |
| 15.           | «Chasing The Stars (Emil Lonam Remix)»   | Andy Nicolas                                  | Christian Efraidimis, Apostolos Vidos           |          |  |
| 49:00         |                                          |                                               |                                                 |          |  |

## Posicionamiento en listas

### Semanales
| País   | Lista              | Mejor posición |
| ------ | ------------------ | -------------- |
| Grecia | Greek Albums Chart | 7              |

### Certificaciones
| País                 | Certificación | Ventas certificadas |
| -------------------- | ------------- | ------------------- |
| Grecia (IFPI Grecia) | Oro           | 3000^               |

## Historial de lanzamientos
| País   | Fecha                   | Discografía   | Formato              |
| ------ | ----------------------- | ------------- | -------------------- |
| Grecia | 22 de diciembre de 2014 | Panik Records | CD, descarga digital |
| Chipre | 22 de diciembre de 2014 | Panik Records | CD, descarga digital |

- Datos: Q18747697